# Johan Petrus van Hylckama
Johan Petrus van Hylckama (Sloten, 25 oktober 1749 – Sondel, 28 oktober 1816) was een Fries en Nederlands politicus. Hij was onder andere gedeputeerde van de Staten-Generaal der Verenigde Nederlandse Provinciën en grietman van Gaasterland. 

## Biografie
Johan Petrus vervulde met name rond het begin van de 19e eeuw belangrijke functies. Zo was hij gedeputeerde namens Friesland van de Staten-Generaal der Verenigde Nederlandse Provinciën vanaf 1795. Hij was eveneens lid van de Provisionele Representanten van het volk van Friesland en hij zat in het Comité tot de Algemene Zaken van het Bondgenootschap te Lande. Ook was hij vanaf 1802 lid van het Departementaal Bestuur van Friesland. In 1804 werd hij herkozen. In 1816 wordt Johan grietman van Gaasterland, hij volgde Lamoraal Albertus Aemilius Rengers op. 
Verder was Johan getrouwd met Titia Rinia van Nauta en woonde samen met haar op slot Beuckenswijk te Sondel, Friesland. De grootvader van Johan Petrus was de achterkleinzoon van Jelle Broers Hylckama.